# Epic: The Musical
Epic: The Musical è un musical formato da nove concept album creato da Jorge Rivera-Herrans. 
Il musical, adattamento dell'Odissea di Omero, racconta il lungo e pericoloso viaggio di Odisseo per tornare a casa dalla moglie Penelope e il figlio Telemaco dopo la guerra di Troia, durata dieci anni. Durante il viaggio Odisseo dovrà affrontare divinità e mostri, oltre che a fare i conti con la moralità e le conseguenze delle proprie scelte.
Traendo ispirazione da diverse fonti, la serie si avvale di vari generi musicali e tecniche narrative derivate dagli anime, dai videogiochi e dal teatro. Ciò che Jorge Rivera-Herrans tenta di fare è emulare il tipo di progressione visto nei videogiochi. Il musical ha guadagnato popolarità nel 2021 attraverso social media come TikTok e ha dovuto affrontare problemi di produzione a causa di molteplici cause legali tra il creatore e la casa discografica.  Ha ricevuto elogi dalla critica per la profondità emotiva e la complessità narrativa che esprime attraverso il suo formato musicale.

## Trama

### Atto I

#### The Troy Saga
Dopo dieci anni di combattimenti, il re di Itaca, Odisseo, guida i soldati Greci nell'invasione della città di Troia, utilizzando il suo famoso inganno del cavallo di legno.
Durante l'assedio, tuttavia, Odisseo riceve una visione da Zeus, che gli profetizza come il figlio neonato del principe troiano Ettore, Astianatte, avrebbe da adulto cercato vendetta contro Odisseo e la sua famiglia se lasciato in vita (The Horse and the Infant).
Lasciato solo con il bambino, Odisseo è titubante: non vuole spegnere una vita- per ora- innocente e si chiede dove si trovi il confine tra uomo e mostro. Alla fine, tuttavia, pensando al bene della sua famiglia, Odisseo cede e butta l'infante dalle mura della città (Just A Man).
Vinta la guerra, Odisseo salpa verso casa con la sua flotta formata da seicento uomini, tra cui il suo comandante in seconda Euriloco e il suo migliore amico Polite. La ciurma, tuttavia, è stanca e affamata da dieci anni di guerra, così, avvistata un'isola, Odisseo decide di esplorarla insieme all'amico nonostante l'opinione contraria di Euriloco (Full Speed Ahead).
Notando la tensione in Odisseo, Polite cerca di convincerlo ad essere più gentile e aperto nei confronti delle avversità, e riesce a farsi dire dai lotofagi dove trovare altro cibo (Open Arms). Dopo questa dimostrazione, Odisseo sembra aprirsi verso questa ideologia ma viene immediatamente ripreso dalla dea Atena, sua mentore fin dalla giovinezza, che gli ricorda (tramite un flashback del loro primo incontro) il tipo di guerriero che lei ha addestrato (Warrior of the Mind).

#### The Cyclops Saga
Seguite le indicazioni dei mangiatori di loto, la flotta raggiunge un'isola dove il capitano e un gruppo di uomini trovano una caverna piena di cibo e pecore, delle quali una viene uccisa da Odisseo stesso. Ma ecco che dall'oscurità emerge il ciclope Polifemo che, arrabbiato per il torto subito, minaccia di divorare tutti gli uomini presenti.
Odisseo cerca di arrivare a un compromesso con il ciclope e in cambio delle loro vite gli offre il miglior vino che la Grecia ha da offrire.
Polifemo accetta il dono e lo beve per poi chiedere ad Odisseo come si chiami: "Il mio nome è Nessuno", risponde il capitano.
Il ciclope ringrazia "Nessuno" per il vino e gli promette che lui sarà l'ultimo ad essere ucciso (Polyphemus).
Inizia così una lunga battaglia contro il ciclope: Odisseo incoraggia i suoi uomini ad attaccare il mostro ma, proprio quando pensavano di aver avuto la meglio, Polifemo si arma di un'enorme clava e uccide molti degli uomini del capitano, tra cui Polite, prima di svenire (Survive).
Dopo un primo momento di shock, Odisseo rivela di aver aggiunto al vino un po' di loto e ordina agli uomini rimanenti di usare le loro spade per  trasformare la clava del ciclope in una gigantesca lancia per accecare il nemico.
Le urla di Polifemo, che si è svegliato a causa del dolore, attirano altri ciclopi che chiedono chi gli abbia fatto del male: alla domanda, Polifemo risponde che è stato ferito da "Nessuno" e i ciclopi se ne vanno dicendogli di rimanere in silenzio, se nessuno lo ha attaccato.
Odisseo e i suoi uomini rubano la pecora uccisa e iniziano a fuggire, ma Atena appare al suo allievo ordinandogli di uccidere il ciclope, troppo pericoloso se lasciato in vita.
Provato dalla morte di Polite e accecato dall'orgoglio, Odisseo rifiuta e, in un impeto d'ira, rivela il suo vero nome al ciclope, schernendolo e dicendogli di ricordarsi bene di lui (Remember Them).
Atena appare nuovamente ad Odisseo, delusa del suo comportamento e offesa dal suo rifiuto: i due litigano aspramente e la dea decide di abbandonarlo definitivamente (My Goodbye).

#### The Ocean Saga
La flotta riprende la navigazione verso casa ma viene bloccata da un'enorme tempesta, da cui si salva solo ancorandosi a un'isola nel cielo (Storm).
Odisseo vuole esplorare l'isola e chiedere aiuto al dio dei venti Eolo, ma Euriloco evidenzia la pericolosità del piano davanti al resto dell'equipaggio. Odisseo lo prende allora in disparte e gli dice di seguire i suoi ordini e non contraddirlo se vuole che ritornino tutti a casa (Luck Runs Out).
Raggiunta l'isola, Eolo affida ad Odisseo una borsa contenente tutti i venti della tempesta e gli raccomanda, se vuole tornare a casa, di non aprirla per nessun motivo.
Una volta che Odisseo giunge sulla nave, tuttavia, si diffonde la notizia per cui la borsa nasconda un tesoro, e, non fidandosi dei suoi compagni, l'eroe resta sveglio nove giorni per controllarli. Alla fine si addormenta, e l'equipaggio ne approfitta per aprire la borsa, liberando i venti che spingono la flotta in direzione dell'isola dei lestrigoni. Grazie all'aiuto di Euriloco, comunque, Odisseo riesce a chiudere la borsa, mantenendo al suo interno i venti rimasti (Keep your friends close).
Compare a quel punto il dio del mare Poseidone, che si rivela adirato con Odisseo sia perché questi ha accecato suo figlio sia perché, in quella che lui considera quasi una forma di ipocrisia, l'ha risparmiato. Volendo impartirgli una lezione sul vantaggio della spietatezza, affonda tutte le navi eccetto la sua, lasciando in vita solo quarantatré uomini. Quando, tuttavia, sta per uccidere anche Odisseo, l'eroe riapre la borsa dei venti, riuscendo a portarsi lontano. (Ruthlessness)

#### The Circe Saga
Approdati su un'isola, Odisseo avverte il pericolo imminente.
Da una piccola spedizione ritorna, dopo non molto, solo Euriloco, che racconta al capitano di come gli altri uomini siano stati accolti nel palazzo della maga Circe, la quale li ha successivamente trasformati in maiali.
Odisseo e Euriloco discutono sul da farsi: Odisseo vuole andare a salvare i suoi compagni, ancora scosso dagli eventi precedenti, mentre Euriloco lo incita a pensare agli uomini che gli rimangono e scappare via. Alla fine, Odisseo si incammina verso il palazzo di Circe per affrontarla (Puppeteer).
Durante il suo cammino, Odisseo viene raggiunto dal dio Ermes, che decide di aiutarlo offrendogli una pianta magica che gli permetterà di affrontare Circe ad armi pari (Wouldn't You Like).
Raggiunto il palazzo, Circe e Odisseo si affrontano e quest'ultimo riesce ad avere la meglio (Done For).
Cambiando la sua tattica, la maga cerca di sedurre Odisseo, ma lui la rifiuta e le rivela di voler solo tornare a casa da Penelope, sua moglie, ma di essere in difficoltà a causa dell'ira di Poseidone.
Circe, allora, decide di lasciar andare gli uomini e di aiutare Odisseo a raggiungere l'oltretomba, dove potrà cercare l'aiuto del profeta Tiresia (There Are Other Ways).

#### The Underworld Saga
Raggiunto l'Oltretomba, Odisseo incontra non solo gli spiriti dei compagni caduti a causa di Poseidone e di Polite, ma anche quello della madre Anticlea, morta di dolore mentre aspettava il ritorno del figlio dalla guerra (The Underworld).
Raggiunto Tiresia, il profeta racconta a Odisseo quanto vede sul suo cammino, prima di rivelargli che effettivamente nella sua visione c'è un uomo che riesce a tornare a Itaca, ma che quell'uomo non sarà più lui (No Longer You).
Provato da quanto visto e sentito, Odisseo ripensa ai nemici che si è ritrovato ad affrontare fino a quel momento, e si rende conto che nessuno di loro ha esitato ad essere spietato. Chiedendosi se ad aver portato alla morte dei suoi compagni non sia stato proprio lui stesso, con la sua eccessiva pietà, si dichiara pronto a qualsiasi cosa pur di tornare da Penelope e Telemaco (Monster).

### Atto II

#### The Thunder Saga
Nel bel mezzo del mare, Odisseo ha una visione di Penelope a cui chiede come tornare a casa evitando l'ira di Poseidone.
La donna risponde che l'unico modo che ha per sfuggire al dio è passare dalla tana di Scilla, un mostro a sei teste di cui addirittura Poseidone ha paura.
Successivamente, invita l'uomo a buttarsi nell'acqua con lei, così da poter togliere tutte le sue sofferenze (Suffering).
Odisseo sembra cedere ma, improvvisamente, scocca una freccia contro la figura e la smaschera come sirena, rivelando come lui e i suoi compagni siano riusciti a resistere al loro canto mettendosi cera di api nelle orecchie.
Le sirene, catturate dall'equipaggio, implorano pietà, ma Odisseo giura di non voler più commettere lo stesso errore fatto con Polifemo, e ordina ai compagni di tagliare le code alle creature così da farle affogare una volta ributtate in mare (Different Beast).
L'equipaggio salpa verso la tana di Scilla e, nel tragitto, Euriloco rivela ad Odisseo di essere stato lui ad aprire la sacca dei venti.
Odisseo gli ordina di accendere sei torce da passare ad altrettanti uomini per illuminare la grotta in cui stanno passando.
Scilla si rivela e, attratta dalla luce, divora le sei vittime, lasciando che tutti gli altri escano dalla sua tana (Scylla). 
Scioccato e adirato dalla facilità con cui Odisseo ha sacrificato sei uomini al mostro, Euriloco si fa capo di un ammutinamento e Odisseo viene ferito e imprigionato.
La nave arriva su un'isola sconosciuta piena di mucche che pascolano attorno alla statua del dio del sole: nonostante gli avvertimenti di Odisseo, Euriloco- accecato dalla fame e dalla disperazione- uccide una delle mucche, che si rivelano essere la mandria sacra del dio Elio (Mutiny).
Adirato, Elio manda Zeus a punire l'equipaggio e il re degli dei obbliga Odisseo a scegliere chi salvare tra sé stesso e i compagni.
Incoraggiato da un'allucinazione di Penelope che gli promette di poter togliere tutte le sue sofferenze, Odisseo sceglie di sacrificare questi ultimi, uccisi da una delle saette di Zeus (Thunder Bringer).

#### The Wisdom Saga
Sette anni dopo, ad Itaca, il principe Telemaco- ormai ventenne- sogna di poter essere un eroe leggendario come il padre e prega di riuscire a proteggere la madre dalle angherie dei Proci (Legendary).
Per difendere l'onore della madre, il principe combatte contro Antinoo, lo spregiudicato capo dei pretendenti, e viene aiutato da Atena, anche se perde comunque lo scontro (Little Wolf).
Tornato nelle sue stanze, Telemaco chiede alla dea come mai lo abbia aiutato, e questa risponde riflettendo sulla sua relazione con Odisseo- a cui si riferisce chiamandolo un "vecchio amico"- ed esprimendo sincero rimorso per come sono finite le cose tra di loro.
Telemaco, ignaro che si tratti del padre, incoraggia Atena a tentare di riparare questa amicizia, e la rassicura proclamandola come sua nuova amica (We'll Be Fine).
Mossa dalle parole del giovane, Atena decide di guardare tra i ricordi di Odisseo e scopre che l'uomo è stato intrappolato per sette anni ad Ogigia, isola della ninfa Calipso, infatuata di lui (Love in Paradise).
Arrivata sull'Olimpo, Atena chiede al padre Zeus di liberare Odisseo dalla prigionia. Zeus trasforma la richiesta in un gioco, e promette che se Atena riuscirà a convincere altri cinque dei- Apollo, Efesto, Afrodite, Ares ed Era- a liberare Odisseo, allora lui esaudirà la sua richiesta.
Utilizzando la sua saggezza e la sua abilità, Atena riesce a convincere tutti gli dei coinvolti a lasciar andare l'eroe greco e chiede a Zeus di mantenere il patto.
Adirato perché battuto e ridicolizzato, Zeus attacca la figlia con le sue saette: Atena sopravvive e, prima di perdere i sensi a causa delle ferite, prega il padre un'ultima volta per la libertà di Odisseo (God Games). 

#### The Vengeance Saga
Sull'isola di Ogigia, Calipso dice addio ad Odisseo, scusandosi per il suo comportamento ma non per averlo amato (Not Sorry For Loving You).
Partito con una misera zattera, Odisseo riceve una visita da Ermes, il quale gli consegna nuovamente una borsa dei venti che lo aiuterà- se non aperta- a tornare a casa (Dangerous).
Dopo aver affrontato il mostro marino Cariddi, Odisseo si avvicina sempre di più alle coste di Itaca, dove incontra nuovamente Poseidone (Charybdis).
Il dio del mare offre ad Odisseo una scelta: gettarsi nell'acqua e affogare oppure lasciare che l'intera isola (e quindi anche la sua famiglia) venga sommersa dalle sue onde.
Odisseo chiede pietà invano e viene scaraventato nelle profondità marine (Get in the Water) ma riesce ad aprire la sacca consegnatagli da Ermes e riemerge.
Dopo essere stato battuto in combattimento, Poseidone schernisce l'avversario per aver aperto nuovamente la sacca, rilasciando la sua tempesta e bloccando definitivamente la strada per Itaca.
Odisseo, di tutta risposta, inizia a torturare la divinità ferendolo ripetutamente con il suo stesso tridente, obbligando il dio a far sparire la tempesta (Six Hundred Strike).

#### The Ithaca Saga
Nel frattempo, ad Itaca, Penelope vede nella tempesta di Poseidone il segno che le cose stanno per cambiare e decide di offrire ai Proci la competizione che aveva pianificato da tempo: chiunque riuscirà a tendere il vecchio arco del marito e scoccare una freccia all'interno di dodici asce sarà il nuovo re (The Challenge). 
Dopo ore, notando come nessuno di loro sia riuscito a tendere l'arco e realizzando che la regina non ha intenzione di sposarsi nuovamente, Antinoo inizia a pianificare con gli altri Proci l'omicidio di Telemaco e lo stupro di Penelope, ma viene ucciso da una freccia (Hold Them Down).
Odisseo si rivela ai Proci e ha inizio una carneficina a cui prende parte anche Telemaco, che viene circondato e sopraffatto dai nemici ma salvato dal padre, il quale uccide tutti i pretendenti rimasti (Odysseus).
Dopo la battaglia, padre e figlio si incontrano per la prima volta e Odisseo manda il ragazzo ad avvisare Penelope del suo ritorno.
Approfittando dell'assenza di Telemaco, Atena appare al vecchio studente e i due si confrontano sulla possibilità di un mondo governato dalla gentilezza (I Can't Help but Wonder).
Dopo venti anni, Penelope ed Odisseo finalmente si riuniscono, ma quest ultimo crede di non essere più l'uomo di cui la donna si era innamorata.
Penelope, allora, chiede al marito di spostare il loro letto nuziale: Odisseo, ferito, nega la richiesta dicendo che aveva scolpito il letto partendo dall'albero di olivo sotto il quale i due si erano incontrati per la prima volta e che l'unico modo per spostarlo era sradicandolo dal terreno.
Rassicurata dalla reazione e dal fatto che solo Odisseo poteva conoscere la storia del loro letto, Penelope dichiara che lui è ancora l'uomo che ha sposato e i due dichiarano il loro amore reciproco (Would You Fall in Love with Me Again).

## Cast
La quasi totalità degli interpreti presenti nel concept album ufficiale sono stati scelti tramite audizioni organizzate su TikTok.
In ordine di apparizione, il cast include:
- Jorge Rivera-Herrans come Odisseo, lotofagi, Polifemo ed ensemble
- Luke Holt come Zeus, Elpenore ed ensemble
- Armando Julián come Euriloco ed ensemble
- Steven Dookie come Polite
- Teagan Earley (TE/MO) come Atena
- Ayron Alexander come Perimede, Antinoo ed ensemble
- Kira Stone come Eolo
- Anna Lea come Penelope e sirene
- Miguel Veloso (MICO) come Telemaco
- Steven Rodriguez come Poseidone ed ensemble
- Talya Sindel come Circe
- Troy Doherty (TROY) come Ermes ed ensemble
- Wanda Herrans come Anticlea
- Mason Olshvasky come Tiresia
- KJ Burkhauser come Scilla
- Barbara Wangui come Calipso
- Brandon McInnins come Apollo
- Mike Rivera come Efesto
- Janani K. Jha come Afrodite
- Earle Gresham Jr. come Ares
- POESY come Era
- Diana Rivera-Herrans come Principessa Winion
- Dennis Diaz come Eurimaco ed ensemble
- Tristan Caldwell come Anfinomo ed ensemble
- Jamie Wiltshire come Melanto ed ensemble

## Numeri musicali
Il musical è diviso in due atti a loro volta divisi in nove saghe, composte da un massimo di cinque canzoni, per un totale di quaranta canzoni (venti per atto).
Il primo atto comprende cinque saghe (Troy, Cyclops, Ocean, Circe e Underworld) per una durata di 1h e 04 min.
Il secondo atto comprende quattro saghe (Thunder, Wisdom, Vengeance e Ithaca) per una durata di 1h e 19 min.

### Atto I

#### Troy Saga
- The Horse and the Infant - Odisseo, Zeus e compagnia (soldati)
- Just a Man - Odisseo e compagnia (soldati)
- Full Speed Ahead - Odisseo, Euriloco, Polite e compagnia (soldati)
- Open Arms - Polite, Odisseo e compagnia (lotofagi)
- Warrior of the Mind - Atena, Odisseo ed ensemble

#### Cyclops Saga
- Polyphemus - Polite, Euriloco, Odisseo e Polifemo
- Survive - Odisseo, Polifemo e compagnia (soldati)
- Remember Them - Euriloco, Odisseo, Polifemo, Atena e compagnia (soldati)
- My Goodbye - Atena, Odisseo ed ensemble

#### Ocean Saga
- Storm - Odisseo, Euriloco, Perimede, Elpenore e compagnia (soldati)
- Luck Runs Out - Euriloco, Odisseo e compagnia (soldati)
- Keep Your Friends Close - Odisseo, Eolo, Perimede, Elpenore, Penelope, Telemaco, Poseidone ed ensemble
- Ruthlessness - Poseidone, Odisseo e compagnia (Lestrigoni)

#### Circe Saga
- Puppeteer - Euriloco, Odisseo e Circe
- Wouldn't You Like - Ermes, Odisseo ed ensemble
- Done For - Odisseo e Circe
- There Are Other Ways- Circe, Odisseo e compagnia (soldati)

#### Underworld Saga
- The Underworld - Odisseo, Polite, Anticlea e compagnia (soldati)
- No Longer You - Tiresia ed Odisseo
- Monster - Odisseo e compagnia (soldati)

### Atto II

#### Thunder Saga
- Suffering - Penelope (sirene) ed Odisseo
- Different Beast - Odisseo, sirene e compagnia (soldati)
- Scylla - Odisseo, Scilla, Euriloco e compagnia (soldati)
- Mutiny - Euriloco, Odisseo, Perimede e compagnia (soldati)
- Thunder Bringer - Zeus, Odisseo, Penelope, Euriloco e compagnia (soldati)

#### Wisdom Saga
- Legendary - Telemaco, Antinoo e compagnia (Proci)
- Little Wolf - Antinoo, Atena, Telemaco e compagnia (Proci)
- We'll Be Fine - Atena e Telemaco
- Love in Paradise - Atena, Odisseo, Eolo, Poseidone, Circe, Tiresia, Scilla, Calipso, Polite, Euriloco, Anticlea e compagnia (soldati)
- God Games - Atena, Zeus, Apollo, Efesto, Afrodite, Ares, Era ed ensemble

#### Vengeance Saga
- Not Sorry for Loving You - Calipso, Odisseo ed ensemble
- Dangerous - Odisseo, Ermes, Principessa Winion ed ensemble
- Charybdis - Odisseo
- Get in the Water - Poseidone, Odisseo, Polite, Euriloco, Anticlea ed ensemble
- Six Hundred Strike - Odisseo, Poseidone ed ensemble

#### Ithaca Saga
- The Challenge - Penelope e compagnia (Proci)
- Hold Them Down - Antinoo e compagnia (Proci)
- Odysseus - Odisseo, Eurimaco, Anfinomo, Melanto, Telemaco, compagnia (Proci) ed ensemble
- I Can't Help but Wonder - Telemaco, Odisseo ed Atena
- Would You Fall in Love with Me Again - Odisseo e Penelope